# Ernst Bassermann
Ernst Bassermann (Wolfach, 26 luglio 1854 – Baden-Baden, 24 luglio 1917) è stato un politico tedesco.
Capo della fazione nazionalliberale del Parlamento dal 1908, sostenne ciecamente Bernhard von Bülow, cercando l'alleanza con importanti personaggi come Alfred von Tirpitz.

## Biografia
Dopo aver studiato diritto a Heidelberg, è entrato a far parte della cavalleria prussiana a Colmar come volontario. Nel 1880, divenne avvocato a Mannheim. Divenne consigliere nel 1887. Sei anni dopo, divenne parlamentare come membro del Partito Nazional Liberale. Durante la prima guerra mondiale, ha combattuto sul fronte occidentale. Nel febbraio 1917 abbandonò tutti i propri incarichi, compreso il suo mandato parlamentare.